# Monumento de los Mártires
El Monumento de los Mártires (en árabe:مقام الشهيد) es un monumento de concreto icónico que conmemora la guerra de Argelia por la independencia de Francia. El monumento fue inaugurado en 1982 en el 20 aniversario de la independencia de Argelia. Se construyó con la forma de tres hojas de palmera de pie que albergan la "llama eterna" debajo. En el borde de cada hoja de palma se colocó una estatua de un soldado, cada una representando una etapa de la lucha de Argelia.
Se trata de una monumento que consta de tres aletas estilizadas que se unen a media altura, una estructura de hormigón construida por la compañía canadiense Lavalin, con base en un modelo elaborado en el Instituto de Bellas Artes de Argel, bajo el liderazgo de Bashir Yelles.